# Кулаков, Денис Александрович
Дени́с Алекса́ндрович Кулако́в (21 ноября 1982, Челябинск, СССР) — российский стрелок, участник Олимпийских игр. Мастер спорта международного класса.

## Карьера
На Олимпийских играх 2012 года Кулаков  в стрельбе из пневматического пистолета занял 26-е место, не сумев выйти в финал.
Победитель чемпионата мира и Европы среди юниоров, неоднократный чемпион России и призёр Кубка мира.